# Fresnosaurus
Fresnosaurus là một chi đã tuyệt chủng của plesiosaur từ cuối kỷ Phấn Trắng (Tầng Maastricht) bây giờ là California. Loài điển hình là Fresnosaurus drescheri, được mô tả lần đầu tiên bởi Welles trong năm 1943. Tên chung Fresnosaurus nhằm tôn vinh Fresno County, trong khi tên của loài để tôn vinh Arthur Drescher.
Fresnosaurus có lẽ dài ít nhất 30 feet. Giống như tất cả plesiosaurs elasmosaurid, nó có thể ăn cá nhỏ có xương, belemnites và cúc đá.